# Accord de libre-échange entre le Japon et le Chili
L'accord de libre-échange entre le Japon et le Chili est un accord de libre-échange signé le 27 mars 2007 et qui devrait en application le 3 septembre 2007. L'accord a reçu un amendement pour l'approfondir le 1er octobre 2014. L'accord supprime les droits de douane entre les deux pays sur près de 90 % des marchandises, représentant la quasi-totalité des échanges en valeur.